# 拉谢斯迪约
拉谢斯迪约（法語：La Chaise-Dieu，法語發音：[la ʃɛz djø]），法国东南部市镇，位于奥弗涅-罗讷-阿尔卑斯大区上卢瓦尔省，隶属于布里尤德区，其市镇面积为13.58平方公里，2022年1月1日时人口数量为595人，在法国市镇中排名第14,631位。
拉谢斯迪约位于上卢瓦尔省北部，瑟努伊尔河左岸的一处山顶上，因同名修道院而闻名。

## 地名来源
根据当地文旅网站的论述，“La Chaise-Dieu”可能转写自拉丁语“Casa Dei”。
拉谢斯迪约所处区域历史上曾通行奥克语奥弗涅方言，“La Chaise-Dieu”在奥克语维基百科及同语言的Openstreetmap中对应的拼写为“La Chaa Dieu”。

## 历史
拉谢斯迪约的早期历史尚不清楚，其聚落形成与拉谢斯迪约修道院密切相关。根据修道院官方网站的论述，公元六至七世纪时，本笃会教义传入拉谢斯迪约所在区域。公元1048年，奥弗涅贵族罗贝尔·德蒂尔朗德在此修建本笃会修道院，此后当地又于1089年和1112年建成了加尔都西会和熙笃会，拉谢斯迪约由此成为一处宗教圣地。1348年，拉谢斯迪约所处的沃莱地区发生黑死病疫情。17世纪时，拉谢斯迪约本笃会并入圣莫尔修会。法国大革命后，拉谢斯迪约修道院被迫关闭，当地有三处教堂被拆除，拉谢斯迪约则成为上卢瓦尔省的一个市镇。19世纪中期，修道院逐渐恢复宗教活动，法国女作家乔治·桑曾于1859年6月到访此地。自1966年起，拉谢斯迪约每年夏季举办音乐节。
在行政区划方面，拉谢斯迪约在1793至2014年间为拉谢斯迪约县的县治。

## 地理

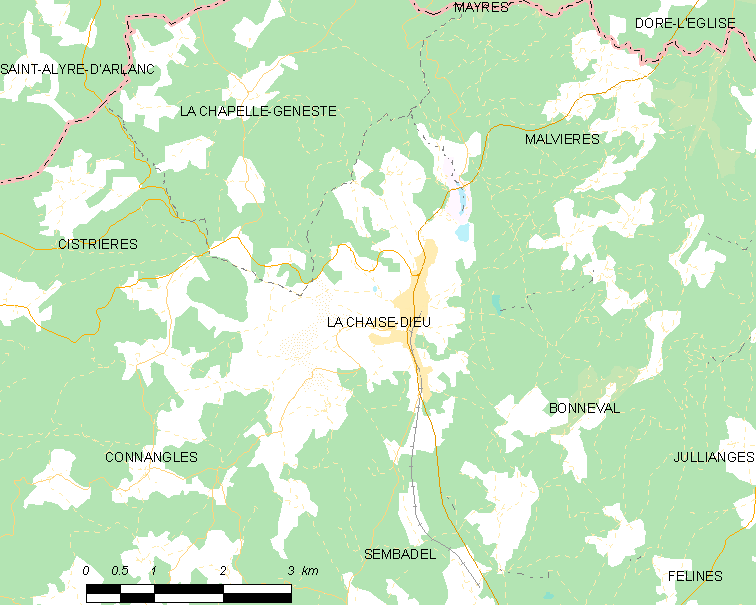
拉谢斯迪约市镇范围地图

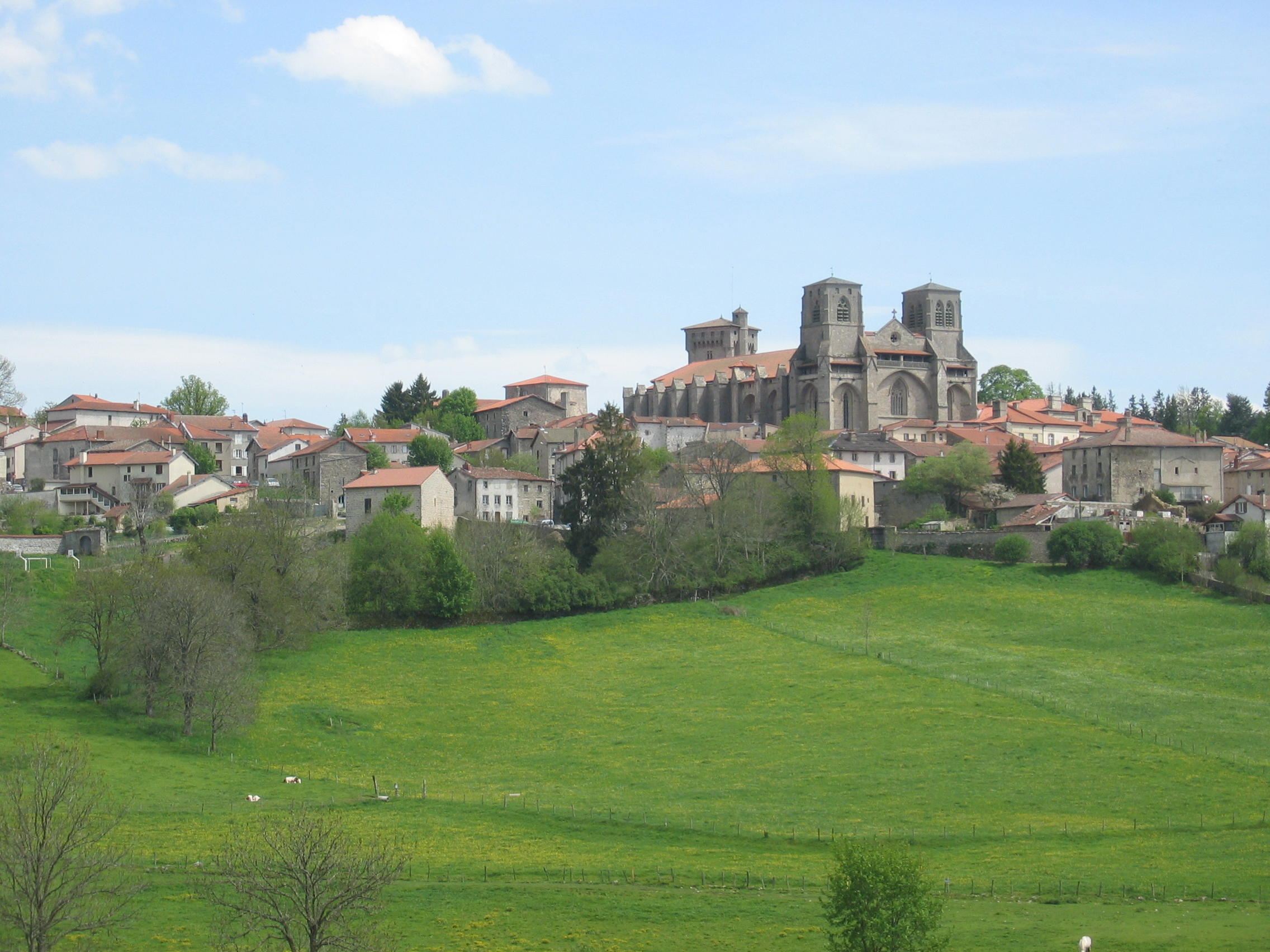
远眺拉谢斯迪约镇中心

拉谢斯迪约位于法国东南部，奥弗涅-罗讷-阿尔卑斯大区西部偏南和上卢瓦尔省北部，距离省会勒皮大约41公里。与拉谢斯迪约接壤的市镇包括：博讷瓦勒、拉沙佩勒热内斯特、科南格勒、马尔维耶尔和桑巴代勒。

### 地形
拉谢斯迪约位于法国中央高原沃莱山腹地，境内以山地为主，市镇中心位于一处小丘的顶部，四周为谷地，全境海拔在916到1,112米之间。

### 水文
瑟努伊尔河自北向南流经拉谢斯迪约市镇西界，其左岸支流克勒河（Le Creux）发源于拉谢斯迪约境内并在此与其交汇。

### 植被
拉谢斯迪约属于温带阔叶混交林区，部分高海拔地区有针叶林分布，其全境被划入利夫拉杜瓦-福雷自然保护区，林地广泛分布于河流附近及坡地地带，东部为勒布勒伊森林（Forêt du Breuil），南部为鲁萨克树林（Bois de Roussac）。
在鲜花城市的评比中，拉谢斯迪约暂未被评级。

### 气候
拉谢斯迪约在柯本气候分类法中属于带有明显大陆性及山地气候特征的温带海洋性气候（Cfb）。

## 行政区划
拉谢斯迪约的市镇编号为43048，邮政编号为43160。
在行政管理方面，拉谢斯迪约隶属于法国奥弗涅-罗讷-阿尔卑斯大区上卢瓦尔省布里尤德区；在地方选举方面，拉谢斯迪约隶属于上沃莱花岗岩高原县，其市镇范围全境被划入上卢瓦尔省第二选区；在社会管理方面，拉谢斯迪约是勒皮城市圈公共社区的组成部分。
截至2024年11月，拉谢斯迪约市镇范围内暂无任何城市敏感街区及城市政策优先街区。
法国国家统计与经济研究所（简称“INSEE”）在进行数据统计时，未将拉谢斯迪约划入任何城市核心区（Unité urbaine）、城市区（Aire urbaine)及城市辐射区（Aire d'attraction）。此外，INSEE还将拉谢斯迪约市镇整体看作一个“块区”（IRIS），以便于统计人口分布情况。

## 交通

### 公路
上卢瓦尔省省道D4线、D20线、D204线、D222线、D499线和D906线在拉谢斯迪约境内交汇。奥弗涅-罗讷-阿尔卑斯城际巴士（商业名称为“Cars Région”）下属的H17线和H27线停靠拉谢斯迪约，可直通勒皮、布里尤德、昂贝尔、阿尔宗河畔克拉波讷等地。
2021年，43.6%的拉谢斯迪约家庭拥有至少一辆私人汽车。2022年，拉谢斯迪约境内共发生各类交通事故1起，造成3人受伤，其中1人重伤。
| 20 | 45 |

| 勒皮 | 41 |

| 布里尤德 | 33 |

| 昂贝尔 | 30 |

### 铁路

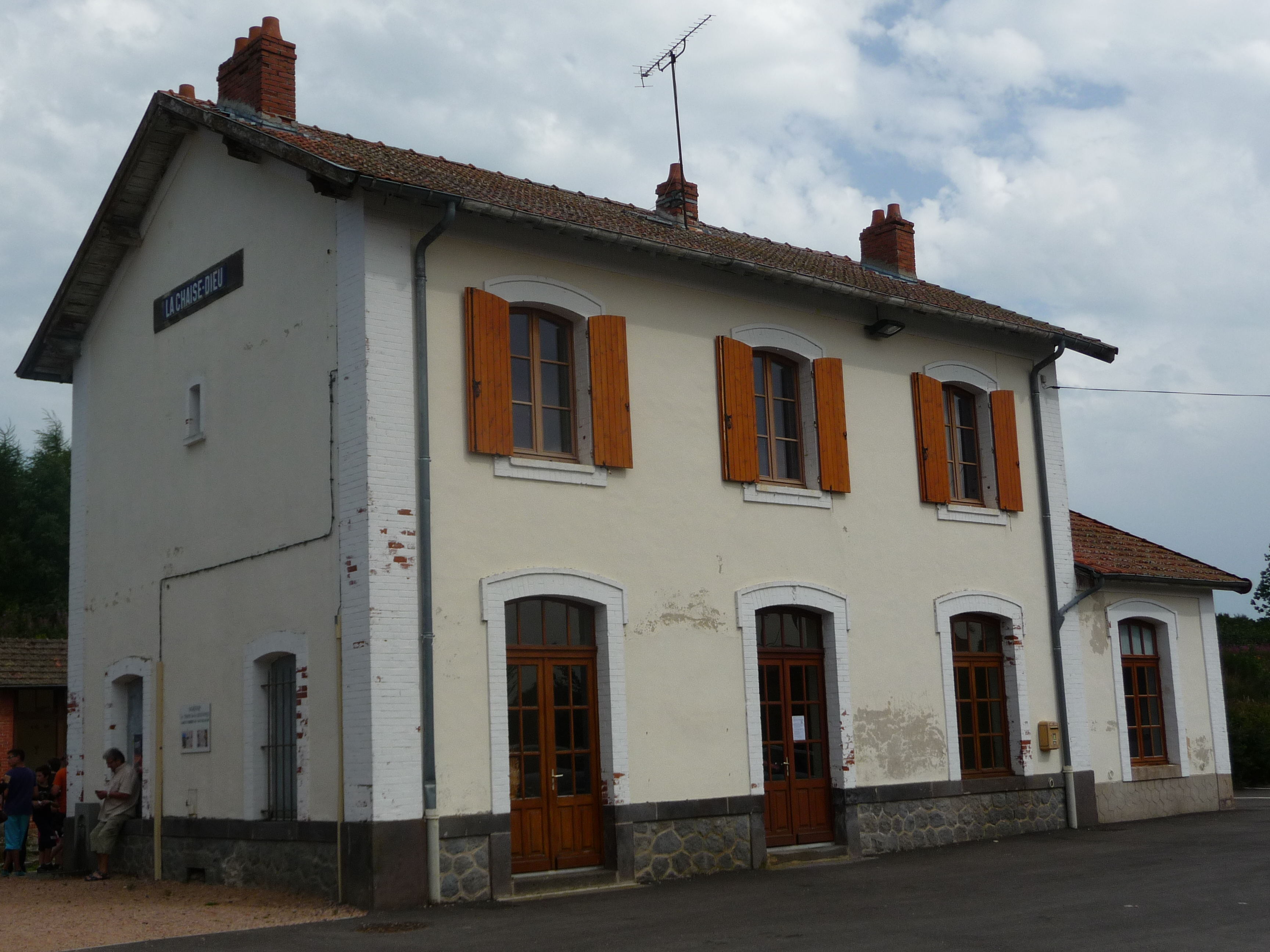
拉谢斯迪约火车站旧址

拉谢斯迪约位于圣日耳曼代福塞—达尔萨克铁路上，该铁路在拉谢斯迪约附近的路段已停止服务。
距离拉谢斯迪约最近的运营中的客运铁路车站为34公里外的布里尤德站，该停靠往返于克莱蒙和勒皮一线的区域列车。

### 航空
拉谢斯迪约距离勒皮机场的公路里程大约32公里。

### 城市公共交通
截至2024年11月，拉谢斯迪约暂无城市公共交通系统。

## 政治
拉谢斯迪约的现任市长为安德烈·布里瓦迪先生（André BRIVADIS），他是一名无党派人士，在2020年的市政选举中获得了100%的支持率（无其他候选人）。
在2022年的法国总统大选的第二轮选举中，法国极右翼政党国民阵线主席玛丽娜·勒庞在拉谢斯迪约获得了50.68%的支持率。

## 人口
2021年，拉谢斯迪约市镇人口数量为601，在法国排名第14,631位。其中男性303人，女性298人，75岁及以上人口占15.3%，外籍人口数量为5人，人口密度为44人/平方公里，当地居民被称为（男性）或（女性）。2022年，拉谢斯迪约境内出生2人，死亡人口12人。
| 拉谢斯迪约1901年－2021年人口变化情况 |
|                                      |
| 数据来源：Cassini、INSEE             |

## 经济
截至2024年11月，拉谢斯迪约市镇范围内共有各类用人单位（包含自雇）238家，平均历史为22年，均为中小型企业（PME），2024年9月至11月间，当地的经济活力指数为0。

## 财政与居民收入
2022年，拉谢斯迪约的财政收入总额为1,030,590欧元，财政支出总额为843,860欧元，当年的债务总额为1,266,470欧元。2022年，拉谢斯迪约市镇通过增值税获得145,460欧元的收入，此外当地还共获得了124,790欧元的国家直接财政补助。
| 拉谢斯迪约居民收入情况                           | 拉谢斯迪约居民收入情况 | 拉谢斯迪约居民收入情况 | 拉谢斯迪约居民收入情况 |
| 内容                                             | 拉谢斯迪约             | 法国                   | 统计年份               |
| ------------------------------------------------ | ---------------------- | ---------------------- | ---------------------- |
| 征税家庭总数                                     | 274                    | 1,081（法国市镇平均）  | 2022年                 |
| 居民平均月收入                                   | 1,869欧元              | 2,435欧元              | 2022年                 |
| 高级职员人均月收入                               | 不详                   | 4,331欧元              | 2021年                 |
| 中级职员人均月收入                               | 不详                   | 2,470欧元              | 2021年                 |
| 普通职员人均月收入                               | 不详                   | 1,801欧元              | 2021年                 |
| 贫困率                                           | 不详                   | 14.5%                  | 2020年                 |
| 青壮年（15至64岁）失业率                         | 12.3%                  | 7.4%                   | 2020年                 |
| 征税家庭数量占比                                 | 35.5%                  | 45.5%                  | 2020年                 |
| 家庭年均纳税                                     | 2,397欧元              | 4,393欧元              | 2022年                 |
| 资料来源：INSEE、L'Internaute、Le Journal du Net |                        |                        |                        |

## 社会事务

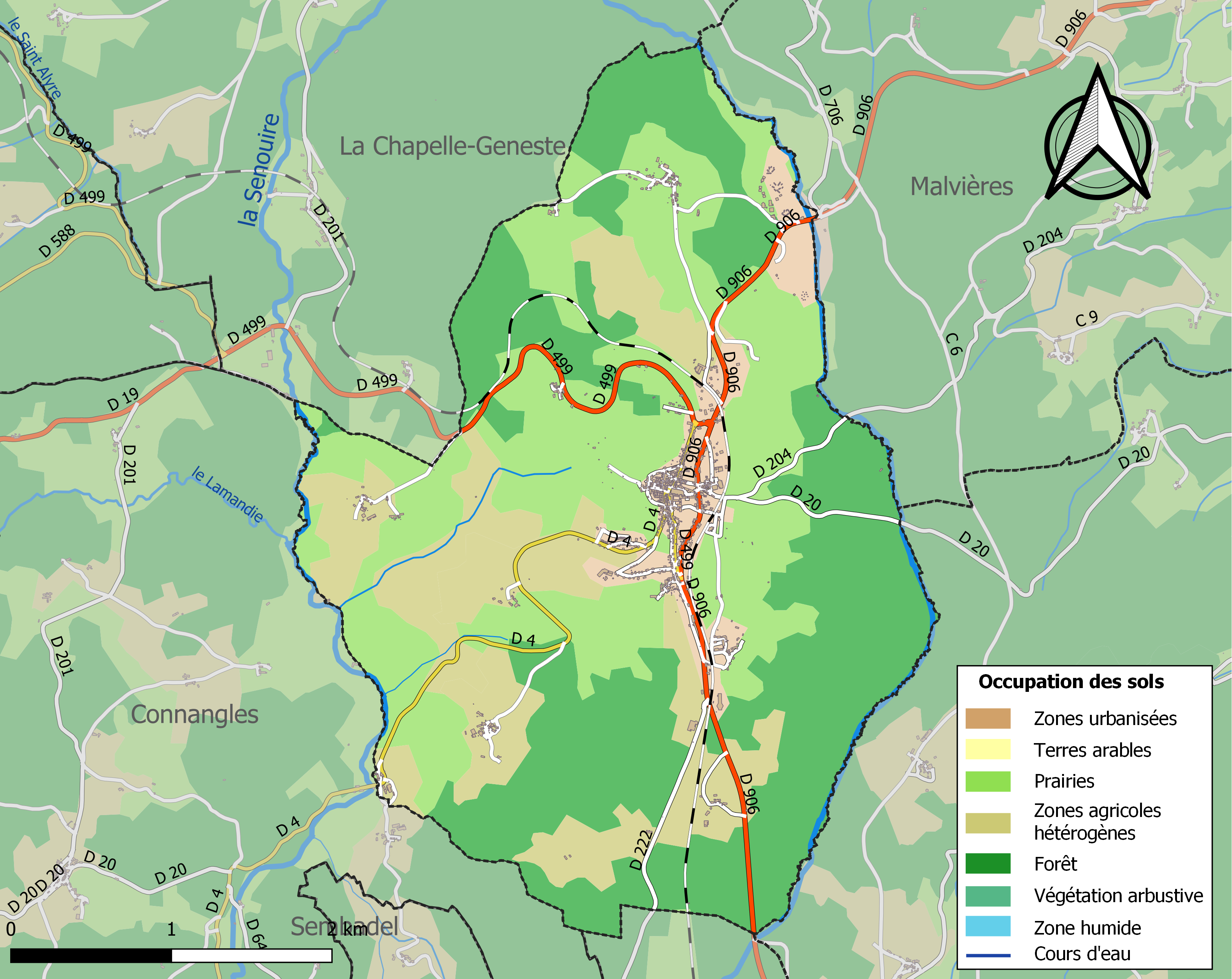
拉谢斯迪约土地利用情况地图

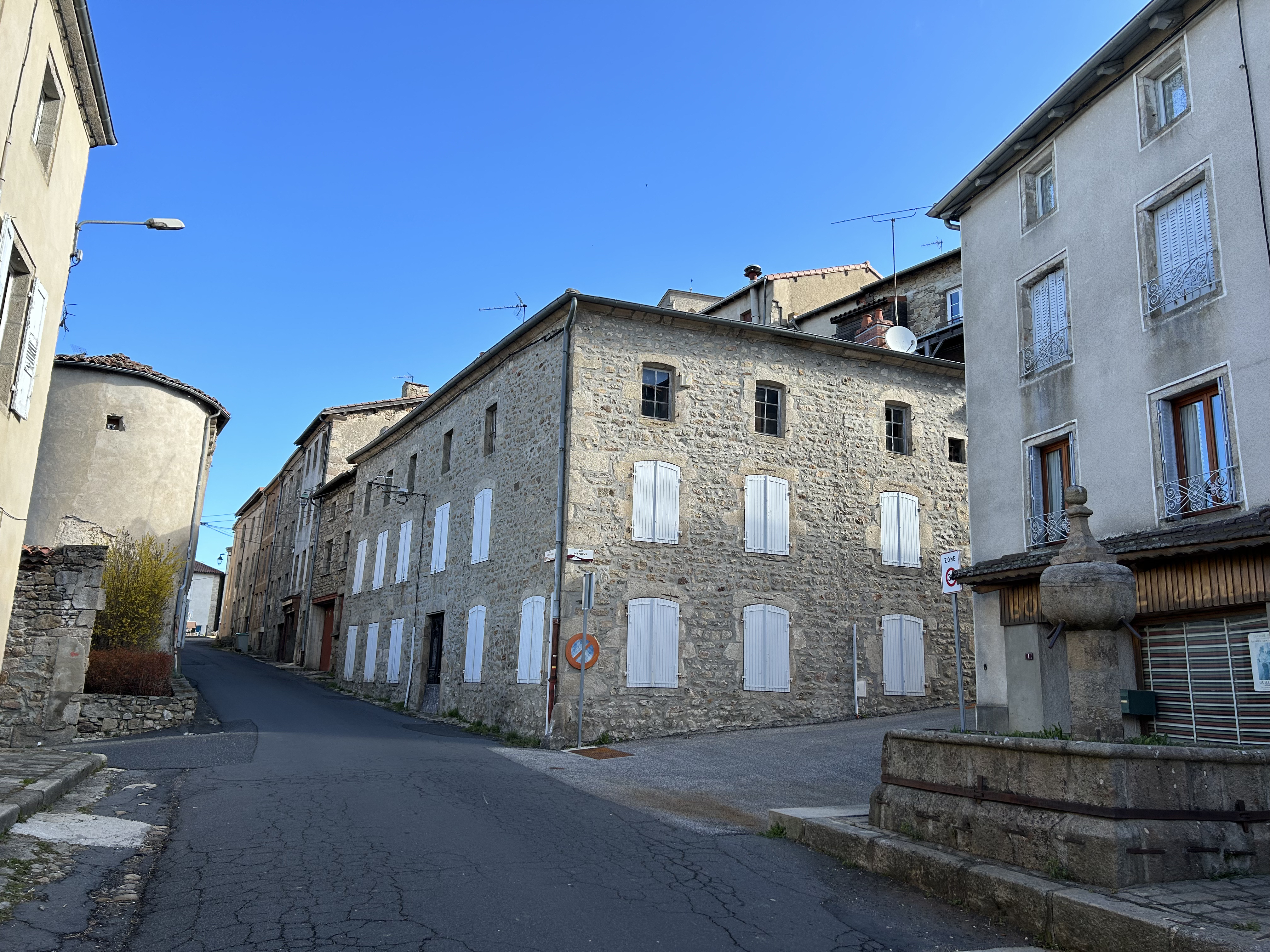
圣玛丽街

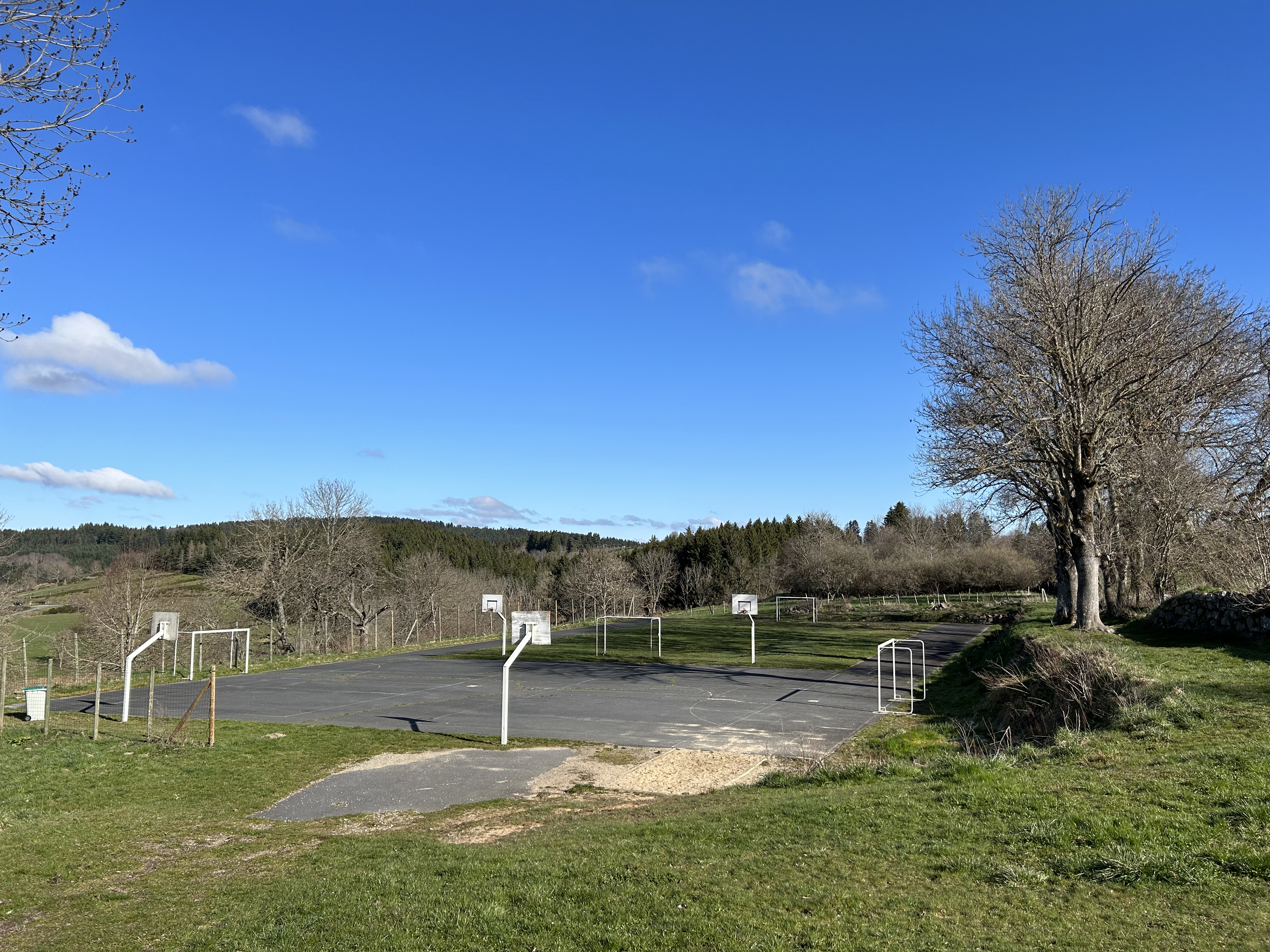
一处篮球场

### 教育
拉谢斯迪约属于克莱蒙费朗学区。截至2023年1月1日，拉谢斯迪约境内共有1所小学和1所初级中学。2022至2023学年度，拉谢斯迪约境内共有在校中等教育阶段学生78名。

### 医疗
截至2023年1月1日，拉谢斯迪约境内共有全科医生2名、保健师1名、护士8名和药房1家。
距离拉谢斯迪约最近的区域性医疗机构为布里尤德中心医院（Centre Hospitalier de Brioude），其主病区位于布里尤德市区北部，距离拉谢斯迪约市区的正常车程大约35分钟，该院设有床位174个。

### 住房
2021年，拉谢斯迪约境内共有各类住房564套，其中81.2%为独立式住宅，18.4%为集中式住宅。常住房屋占拉谢斯迪约市镇范围内居民建筑总量的49.3%。
在住房保障政策方面，2023年，拉谢斯迪约境内共有95户家庭获得了家庭津贴补助，受益人数占总人口数量的15.8%，其中50份为房租补助。

### 商业
2021年，拉谢斯迪约境内共有各类实体商铺35家，其中餐厅9家、杂货店4家、面包房3家、肉铺1家、书店1家、美容美发店1家、汽车维修店2家。

### 体育
2023年，拉谢斯迪约境内共有1间体育馆、1座综合体育场、1处网球场、1处马术场以及2处足球或橄榄球场。
截至2024年11月，拉谢斯迪约境内暂无任何注册足球俱乐部。

### 环境
拉谢斯迪约的环境事务由其所属的勒皮城市圈公共社区联合各级政府协调负责。2021年，拉谢斯迪约境内暂无污染企业。

### 治安
2021年，拉谢斯迪约市镇范围内共有1处宪兵队。
2023年，拉谢斯迪约市镇范围内累计记录各类案件17起，其中盗窃类案件6起，人身侵犯类案件7起，毒品交易类案件3起。

## 文化

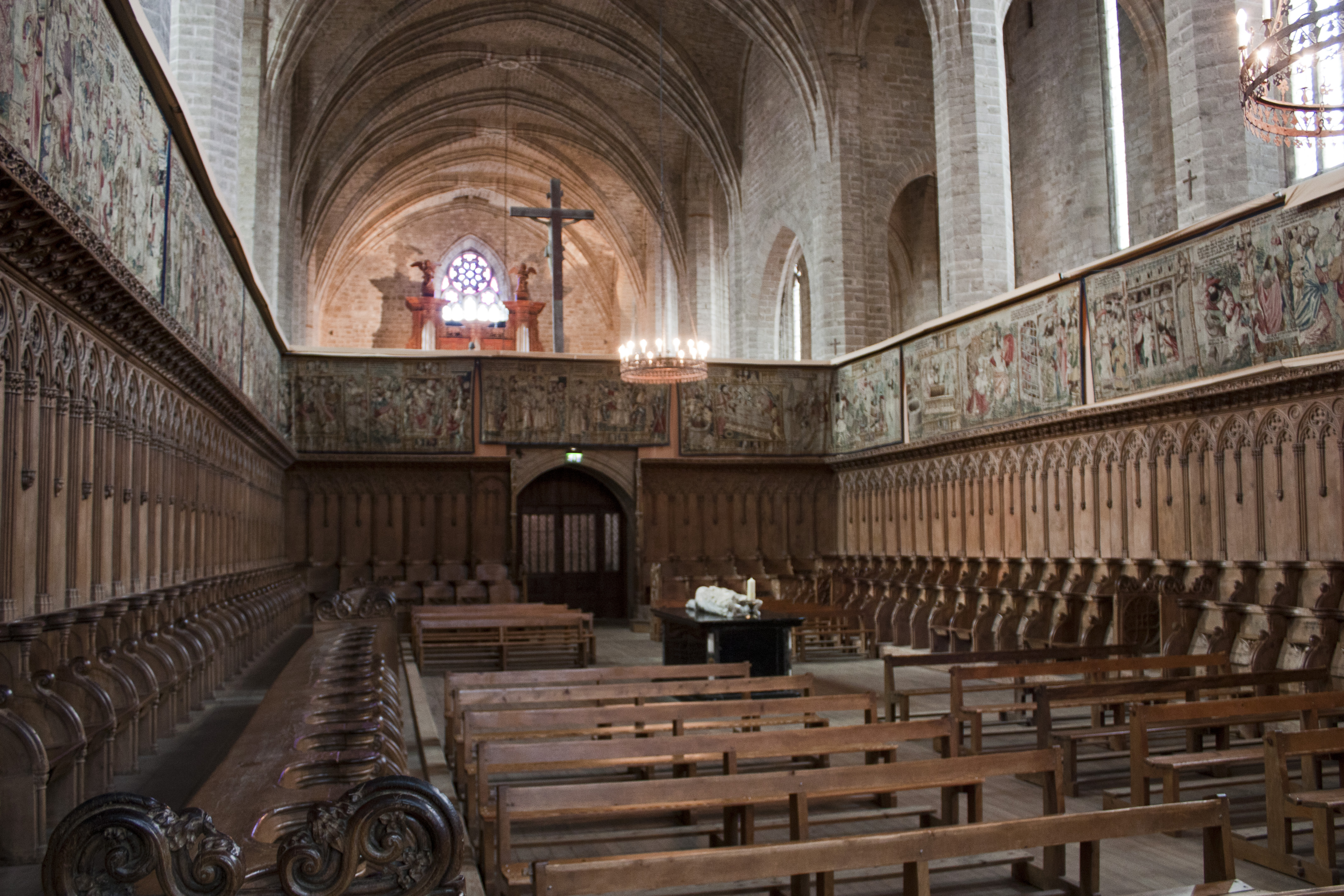
圣罗贝尔教堂大厅

2021年，拉谢斯迪约境内暂无任何文化设施。拉谢斯迪约境内建有图书馆（Bibliothèque municipale），需预约前往。

### 建筑
拉谢斯迪约境内有多处历史建筑，其中拉谢斯迪约修道院、圣罗贝尔教堂等为法国国家文物保护单位等，教堂则是当地的地标性建筑物。

### 旅游
拉谢斯迪约的旅游事务由其所属的勒皮城市圈公共社区联合各级政府协调负责。2024年，拉谢斯迪约境内共有3家酒店共计38间房间；另有1个露营地，可容纳共111辆露营车。

### 媒体
法国主要的媒体均可在拉谢斯迪约接收，法国电视三台下属的奥弗涅-罗讷-阿尔卑斯大区频道在部分时段播出拉谢斯迪约所在上卢瓦尔省的地方新闻。《进步报》、《上卢瓦尔省觉醒报》、蓝色法兰西奥弗涅广播、Scoop广播等是当地主要的地方性媒体。

## 友好城市
截至2024年11月，拉谢斯迪约共与一座城市建立了友好城市关系：
- 義大利 弗拉西诺罗